# Kanton Rodez-Onet
Der Kanton Rodez-Onet ist ein französischer Wahlkreis im Département Aveyron in der Region Okzitanien. Er umfasst einen Teilbereich der Gemeinde Rodez und eine weitere Gemeinde im Arrondissement Rodez. Bei der landesweiten Neuordnung der französischen Kantone wurde er 2015 neu geschaffen.

## Gemeinden
Der Kanton besteht aus zwei Gemeinden und Gemeindeteilen mit insgesamt 14.174 Einwohnern (Stand: 1. Januar 2022) auf einer Gesamtfläche von 43,36 km²:
| Gemeinde          | Einwohner 1. Januar 2022 | Fläche km² | Dichte Einw./km² | Code INSEE | Postleitzahl |
| ----------------- | ------------------------ | ---------- | ---------------- | ---------- | ------------ |
| Onet-le-Château   | 12.062                   | 40,20      | 300              | 12176      | 12000, 12850 |
| Rodez             | 2.112                    | 3,16       | 668              | 12202      | 12000        |
| Kanton Rodez-Onet | 14.174                   | 43,36      | 327              | 1218       | –            |

1. ↑   Nur der nördliche Teil der Gemeinde, der Rest verteilt sich auf die Kantone Rodez-1 und Rodez-2.

## Politik
| Vertreter im Departementrat | Vertreter im Departementrat                | Vertreter im Departementrat |
| Amtszeit                    | Namen                                      | Partei                      |
| --------------------------- | ------------------------------------------ | --------------------------- |
| 2015–2021                   | Valérie Abadie-Roques Jean-Philippe Abinal | DVD                         |
| 2021–                       | Valérie Abadie-Roques Jean-Philippe Abinal | DVD                         |